# Music City Bowl 2018
Match précédent Match suivant
Le Music City Bowl 2018 est un match de football américain de niveau universitaire joué après la saison régulière de 2018, le 28 décembre 2018 au Nissan Stadium de Nashville dans l'État du Tennessee aux États-Unis.
Il s'agit de la 21e édition du Music City Bowl.
Le match met en présence l'équipe des Boilermakers de Purdue issue de la Big Ten Conference et l'équipe des Tigers d'Auburn issue de la Southeastern Conference.
Il débute à 12 h 33, heure locale et est retransmis à la télévision par ESPN.
Sponsorisé par la société Franklin American Mortgage Company, le match est officiellement dénommé le Franklin American Mortgage Music City Bowl 2018.
Auburn gagne le match sur le score de 63 à 14. La rencontre était pressentie comme très indécise mais Auburn va prendre un départ fulgurant en menant 21 à rien. Purdue inscrit ensuite un touchdown mais Auburn marque une série ininterrompue de 35 points pour mener 56 à 7 à la mi-temps. Auburn établi ainsi un record de NCAA Division I FBS comme l'équipe ayant inscrit le plus grand nombre de point en une mi-temps lors d'un bowl.

## Présentation du match
| Équipes                                                                                           | Conférences | Entraîneurs      | Stats. saison rég. | Classements avant le bowl CFP-AP-Coaches |
| ------------------------------------------------------------------------------------------------- | ----------- | ---------------- | ------------------ | ---------------------------------------- |
| Boilermakers de Purdue                                                                            | B10         | Jeff Brohm       | 6 - 6              | NC                                       |
| Tigers d'Auburn                                                                                   | SEC         | Gus Malzahn (en) | 7 - 5              | NC                                       |
| Arbitre : Brad Van Vark (Big 12) Équipe donnée favorite par les bookmakers : Auburn par 3½ points |             |                  |                    |                                          |

Il s'agit de la 1re première rencontre entre ces deux équipes.

### Boilermakers de Purdue
Avec un bilan global en saison régulière de 6 victoires et 6 défaites (en matchs de conférence), Purdue est éligible et accepte l'invitation pour participer au Music City Bowl de 2018.
Ils terminent 3e de la West Division de la Big Ten Conference derrière no 21 Northwestern et Wisconsin.
À l'issue de la saison 2018, ils n'apparaissent pas dans les classements CFP, AP et Coaches.
Il s'agit de leur première apparition au Music City Bowl.
| Postes      | Joueurs       | Statistiques                                                      |
| ----------- | ------------- | ----------------------------------------------------------------- |
| Quarterback | David Blough  | 283/425 passes réussies pour 3 521 yards, 25 TDs, 8 interceptions |
| Coureur     | D.J. Knox     | 150 courses pour 868 yards nets gagnés et 8 TDs                   |
| Receveur    | Rondale Moore | 103 réceptions pour 1 164 yards et 12 TDs                         |

### Tigers d'Auburn
Avec un bilan global en saison régulière de 7 victoires et 5 défaites (en matchs de conférence), Auburn est éligible et accepte l'invitation pour participer au Music City Bowl de 2018.
Ils terminent 5e de la West Division de la Southeastern Conference derrière no 2 Alabama, no 16 Texas A&M, no 2 LSU et Mississippi State.
À l'issue de la saison 2018, ils n'apparaissent pas dans les classements CFP, AP et Coaches.
Il s'agit de leur 2e participation au Music City Bowl :
| Dates            | Saisons | Adversaires          | Scores  | Victoires - Défaites |
| ---------------- | ------- | -------------------- | ------- | -------------------- |
| 31 décembre 2003 | 2003    | Badgers du Wisconsin | 28 - 14 | V : 1 - 0            |

| Postes      | Joueurs           | Statistiques                                                      |
| ----------- | ----------------- | ----------------------------------------------------------------- |
| Quarterback | Jarrett Stidham   | 209/348 passes réussies pour 2 421 yards, 13 TDs, 5 interceptions |
| Coureur     | JaTarvius Whitlow | 143 courses pour 777 yards nets gagnés et 4 TDs                   |
| Receveur    | Ryan Davis        | 64 réceptions pour 523 yards                                      |

## Résumé du match
Résumé et photo sur la page du site francophone The Blue Pennant.
Début du match à 12 h 33, fin à 15 h 53 pour une durée totale de jeu de 3 h 20 min, températures de 16 °C, vent d'ouest de 19 km/h, ciel couvert.
| QT            | Temps         | Drive         | Drive         | Drive         | Équipe        | Description de l'action | Score | Score |
| ------------- | ------------- | ------------- | ------------- | ------------- | ------------- | --- | ----- | ----- |
| QT            | Temps         | Jeux          | Yards         | TDP           | Équipe        | Description de l'action | PUR   | AUB   |
| 1             | 13:57         | 3             | 75            | 01:03         | AUB           | TD de 66 yards par RB JaTarvius Whitlow à la suite d'une réception de passe de QB Jarrett Stidham + 1 point de conversion par K Anders Carlson | 0     | 7     |
| 1             | 08:18         | 9             | 87            | 02:10         | AUB           | TD à la suite d'une course de 2 yards par RB JaTarvius Whitlow + 1 point de conversion par K Anders Carlson                                    | 0     | 14    |
| 1             | 06:59         | 3             | 18            | 00:28         | AUB           | TD à la suite d'une course de 1 yard par RB JaTarvius Whitlow + 1 point de conversion par K Anders Carlson                                     | 0     | 21    |
| 1             | 03:25         | 12            | 78            | 03:34         | PUR           | TD à la suite d'une course de 7 yards par WR Rondale Moore + 1 point de conversion par K Spencer Evans                                         | 7     | 21    |
| 1             | 02:48         | 2             | 75            | 00:37         | AUB           | TD de 74 yards par WR Darius Slayton à la suite d'une réception de passe de QB Jarrett Stidham + 1 point de conversion par K Anders Carlson    | 7     | 28    |
| 2             | 12:54         | 2             | 44            | 00:41         | AUB           | TD de 52 yards par WR Darius Slayton à la suite d'une réception de passe de QB Jarrett Stidham + 1 point de conversion par K Anders Carlson    | 7     | 35    |
| 2             | 12:29         | -             | -             | -             | AUB           | TD à la suite d'une interception retournée sur 20 yards par DE Big Kat Bryant + 1 point de conversion par K Anders Carlson                     | 7     | 42    |
| 2             | 05:36         | 12            | 65            | 04:51         | AUB           | TD à la suite d'une course de 6 yards par WR Anthony Schwartz + 1 point de conversion par K Anders Carlson                                     | 7     | 49    |
| 2             | 02:01         | 4             | 49            | 01:03         | AUB           | TD de 34 yards par WR Darius Slayton à la suite d'une réception de passe de QB Jarrett Stidham + 1 point de conversion par K Anders Carlson    | 7     | 56    |
| 3             | 07:16         | 12            | 78            | 06:28         | AUB           | TD de 5 yards par WR Ryan Davis à la suite d'une réception de passe de QB Jarrett Stidham + 1 point de conversion par K Anders Carlson         | 7     | 63    |
| 3             | 05:29         | 6             | 65            | 01:47         | PUR           | TD à la suite d'une course de 22 yards par QB David Blough + 1 point de conversion par K Spencer Evans                                         | 14    | 63    |
| Score final : | Score final : | Score final : | Score final : | Score final : | Score final : | Score final : | 14    | 63    |

## Statistiques
| Nom                  | Équipe | Poste |
| -------------------- | ------ | ----- |
| Jarrett Stidham (en) | Auburn | QB    |

| Statistiques                           | PUR                                                  | AUB                                                 |
| -------------------------------------- | ---------------------------------------------------- | --------------------------------------------------- |
| 1er down                               | 17                                                   | 24                                                  |
| 1er down à la course                   | 5                                                    | 13                                                  |
| 1er down à la passe                    | 10                                                   | 9                                                   |
| 1er down suite pénalité                | 2                                                    | 2                                                   |
| Conversion de 3e down                  | 5/13                                                 | 7/14                                                |
| Conversion de 4e down                  | 1/3                                                  | 4/5                                                 |
| Jeux–yards                             | 65 jeux pour 263 yards                               | 75 jeux pour 586 yards                              |
| Yards à la course                      | 27 courses pour 79 yards moyenne de 2,9 yards/course | 52 courses pour 208 yards moyenne de 4 yards/course |
| Yards à la passe                       | 184                                                  | 378                                                 |
| Passes : Réussies-Tentées-Interceptées | 22/38 passes complétées, 2 interceptions             | 16/23 passes complétées, 0 interception             |
| Réussite en zone rouge/chances         | 1/1                                                  | 4/6                                                 |
| TD                                     | 2                                                    | 9                                                   |
| Field Goals                            | 0/0                                                  | 0/0                                                 |
| Sacks (Nombre-Yards)                   | 0 pour 0 yard adverse perdu                          | 3 pour 24 yards adverses perdus                     |
| Fumbles (Nombre/Perdus)                | 0/0                                                  | 0/0                                                 |
| Pénalités (Nombre/Yards perdus)        | 6 pour 60 yards perdus                               | 3 pour 35 yards perdus                              |
| Temps de possession                    | 25:49                                                | 34:11                                               |

| Quarterbacks        |                 |                                                                          |
| PUR                 | David Blough    | 22/37 passes complétées, 184 yards, 2 interceptions, 0 TD, 3 sacks subis |
| AUB                 | Jarrett Stidham | 15/21 passes complétées, 373 yards, 0 interception, 5 TDs, 0 sack subi   |
| Meilleurs coureurs  |                 |                                                                          |
| PUR                 | Markell Jones   | 10 courses pour 35 yards nets gagnés, 0 TD, moyenne de 3,5 yards/course  |
| AUB                 | Kam Martin      | 11 courses pour 58 yards nets gagnés, 0 TD, moyenne de 5,3 yards/course  |
| Meilleurs receveurs |                 |                                                                          |
| PUR                 | Rondale Moore   | 11 réceptions pour 94 yards gagnés, 0 TD                                 |
| AUB                 | Ryan Davis      | 5 réceptions pour 23 yards gagnés, 1 TD                                  |
| Meilleurs tacklers  |                 |                                                                          |
| PUR                 | Markus Bailey   | 11 tacles dont 8 en solo, 1 tacle pour perte de 3 yards                  |
| AUB                 | Deshaun Davis   | 9 tacles dont 6 en solo, 1 sack, 1 tacle pour perte de 0,8 yard          |